# 王玉 (道光進士)
王玉，浙江永嘉縣人。清朝政治人物，同進士出身。

## 生平
道光十五年（1835年）乙未科舉人，道光二十七年（1847年）張之萬榜三甲進士，與沈桂芬、李鴻章、沈葆楨等同年。曾任山西繁峙縣知縣。